# Cão mais feio do mundo
O concurso O Cão Mais Feio do Mundo é uma votação anual que elege o cão mais feio do mundo naquele ano.
O concurso ocorre desde 2000 na cidade de Petaluma, na California. A votação acontece por meio de um site.
Além do título de "cão mais feio do mundo", o proprietário do vencedor recebe um cheque de USD $ 1.000 e um ano de fornecimento de biscoitos para cachorro.